# Eva Funck
Eva Rose-Marie Funck Beskow (nacida Årlin; 28 de mayo de 1956 en Estocolmo) es una presentadora de televisión, actriz de voz y titiritera (creó Höna-Pöna) sueca. 
Funck trabaja en muchas empresas (incluida su empresa Höna-Pöna AB) que producen programas de televisión. Funck presenta programas de Sveriges Television ("Televisión de Suecia"), incluidan sus programas Evas superkoll y Evas funkarprogram.
En 2010 Funck recibió "Kunskapspriset" con el motivo "Svenska folkets kunskapsspridare" ("la propaga conocimientos del pueblo sueco").
Estuvo casada con Thomas Funck (1919-2010) y tienen un hijo que se llama Gustav. Su actual cónyuge es Erland Beskow.

## Filmografía
- 1990 - Björnes magasin (TV)
- 1991 - Kalle Stropp och Grodan Boll på svindlande äventyr
- 2003 - Evas pysselshow (TV)
- 2004 - Evas sommarplåster (TV)
- 2005 - Evas vinterplåster (TV)